# 宜州 (广西)
宜州，唐朝时设置的州。
贞观四年（630年）置粤州，治所在龙水县（今广西壮族自治区河池市宜州区）。辖境相当今宜州一带。乾封中改名宜州。下辖龙水县、崖山县（今广西河池市宜州区石别镇石排村）、东玺县（今广西河池市宜州区怀远镇）白马村、天河县（今广西河池市宜州区安马乡）。天宝初年，改为龙水郡。乾元初年复为宜州。唐朝末年，为马楚所据，后入南汉。北宋为宜州龙水郡。宣和元年（1119年），升为庆远军节度。咸淳初年，以宋度宗潜邸，升为庆远府。元朝为庆远路。大德元年（1297年），改为庆远南丹溪洞等处军民安抚司。明朝、清朝时，仍为庆远府。
宜州刺史
- 米兰（宝历年间）
- 苏仕评（892年）
- 苏日朝（唐末）